# 臺中太陽神
臺中太陽神（英語：Taichung Apollo）為企業排球聯賽參賽隊伍之一，是臺中市的在地球隊。主場為臺灣體育運動大學綜合體育館。

## 球隊介紹
球員以豐原高商的校友為主體，在企業十一年以「台中連莊排球隊」為名加入企業聯賽，也找來洋將卡恩（Aimal Khan），成為企業聯賽該年度唯二有洋將的球隊。在企業十一年最終以亞軍作收。球季結束前球團發生營運問題，後來由綠能電池製造商長利科技接手，在企業十二年以「長力男子排球隊」為名登場。球隊選手在平常練習之餘，平常會在臺中各級學校擔任教練工作，例如：大雅國小、大雅國中、東山高中、豐原高商、國立臺灣體育運動大學等。
2021年8月，野火運動顧問接手球團營運，更名為「臺中太陽神排球隊」。同年10月舉行成軍誓師記者會，由張承中擔任榮譽領隊、林紀甫擔任更名成軍後首任領隊。 宣佈將陸續與焦璿誠、高偉誠、前國家隊自由球員簡偉倫、國家隊成員「黃金左手」吳宗軒等球員完成簽約，備戰企業排球聯賽2021-22球季(企業17年)球季賽事。
2022年10月，由全能體育接手迎戰企業18年球季賽事，盼能延續企業17年的氣勢，與選手及教練群共同努力，目標冠軍。

## 歷年球季

### 企業十七年(2021-22球季)
2021年8月，野火運動顧問接手長力排球隊球團營運，更名為「臺中太陽神排球隊」。由張承中擔任榮譽領隊、林紀甫擔任球團成軍首任領隊。英文隊名 “Apollo”是希臘神話中照耀大地的太陽神，同時也是向完成人類初次登月壯舉的「阿波羅11號」太空船致敬，希望能為臺中市帶來榮耀，並照亮臺灣排球。
10月29日，太陽神球團於臺中市政府市政大樓舉行「成軍誓師記者會」，宣告球團正式成立。時任市長盧秀燕身著太陽神1號球衣出席支持。會中球團宣布將陸續與焦璿誠、高偉誠、前國家隊自由球員簡偉倫、國家隊成員「黃金左手」吳宗軒等球員完成簽約，備戰企排17年賽事。
企業十七年(2021-22球季)，臺中太陽神成軍首年繳出15勝5敗戰績，例行賽排名聯盟第二。 2022年1月9日，例行賽第九週賽程，臺中太陽神與屏東台電激戰五局後，以3:2比數 (22:25、25:23、25:23、26:28、17:15)獲勝，中斷屏東台電跨季60連勝紀錄(同時為屏東台電本賽季唯一敗場)。太陽神「斷電成功」引發媒體熱潮。

## 現役名單
企業18年名單：
- 領隊：林嘉政
- 執行教練：莊世賢
- 教練：何胤樓
- 管理：游弘毅
- 球員：

## 歷年成員

### 企業十七年(2021-22球季)
- 榮譽領隊：張承中
- 領隊：林紀甫
- 執行教練：莊世賢
- 教練：葉忠桂、何胤樓
- 管理：黃宗寶
- 防護員：游弘毅
- 體能教練：山本明人
- 球員：
  - 舉球員：12 盧清銓(隊長)、1 黃韋程、5 周育霆
  - 主攻手：20 焦璿誠、9 高偉誠、19 黃士展、7 陳昭銘、16 李修瑜
  - 快攻手：17 柯宗甫、8 陳仕東、14 林昱丞、15 施宗諭
  - 副攻手：11 吳宗軒
  - 自由球員：6 簡偉倫、13 黃柏叡

### 企業十三年(2017年)
- 領隊：鄭任祐
- 執行教練：陳裕安
- 教練：莊世賢
- 管理：賴慶和
- 球員：
  - 舉球員：12 盧清銓(隊長)、1 黃韋程
  - 主攻手：5 黃世豪、6 莊明叡、20焦璿誠、10潘均儒、19黃士展
  - 快攻手：7 林政揚、9 吳政陽、18 林輅惟
  - 副攻手：8 林志勇
  - 自由球員：16 阮柏勳

### 企業十二年(2016年)
- 領隊：廖婉廷
- 執行教練：陳裕安
- 教練：莊世賢
- 管理：康金塗
- 球員：
  - 舉球員：12 盧清銓(隊長)、1 黃韋程
  - 主攻手：5 黃世豪、6 莊明叡、19 陳建禎、20焦璿誠
  - 快攻手：7 林政揚、14 林豐慶、15 吳政陽
  - 副攻手：8 林志勇、10 陳昭銘、
  - 自由球員：16 林雍順、17 高修信

### 企業十一年(2015年)
- 領隊：連華榮
- 執行教練：陳裕安
- 教練：莊世賢
- 管理：廖韋珉
- 球員：
  - 舉球員：12 盧清銓(隊長)、3 吳冠杰
  - 主攻手：5 黃世豪、6 莊明叡、8 林志勇、9 賴慶和
  - 快攻手：7 林政揚、11 林則旻、15 吳政陽
  - 副攻手：18 羅偉哲、19 卡恩
  - 自由球員：16 林雍順

## 外部連結
- 臺中太陽神官方網站/商城 （页面存档备份，存于）
- 臺中太陽神的Facebook專頁
- 企業甲級排球聯賽(TVL)官方網站 （页面存档备份，存于）